# Liste der Monuments historiques in Livry-sur-Seine
Die Liste der Monuments historiques in Livry-sur-Seine führt die Monuments historiques in der französischen Gemeinde Livry-sur-Seine auf.

## Liste der Objekte
| Bezeichnung                                                            | Beschreibung | Standort                                                                        | Kennzeichnung | Schutzstatus | Datum | Bild |
| ---------------------------------------------------------------------- | --- | ------------------------------------------------------------------------------- | ------------- | ------------ | ----- | ---- |
| Antependium des Hauptaltars                                            | Stoff mit Stickerei auf perlenbesetztem Hintergrund, 18. Jahrhundert | in der Kirche St-Étienne (Lage)                                                 | PM77000957    | Classé       | 1944  |      |
| Zwei Gemälde Heilige Märtyrer und ihre Rahmen                          | Ölgemälde aus dem 17. Jahrhundert. | Rechts und links vom Hochaltar in der Kirche St-Étienne (Lage)                  | PM77002653    | Inscrit      | 1977  |      |
| Gemälde Die Steinigung des Heiligen Stephanus                          | Ölgemälde aus dem Maleratelier von Charles Le Brun (vermutet). Bezeichnet mit 1650. | Am Hochaltar in der Kirche St-Étienne (Lage)                                    | PM77000956    | Classé       | 1939  |      |
| Reliquienschrein und Skulptur Heiliger Vinzenz                         | Steinskulptur auf dem Altar, der mit Trauben geschmückt wurde. Vor dem Altar befindet sich ein Reliquienschrein aus geformtem und vergoldetem Holz, in dem ein Schädel, ein Schienbein, Wirbel und verschiedene kleine Knochen zu sehen sind. Entstehungszeit im 18. Jahrhundert. | Nordseitenaltar in der Kirche St-Étienne (Lage)                                 | PM77002929    | Inscrit      | 1978  |      |
| Gemälde Madonna mit Kind                                               | Ölgemälde, das umgeben von einem bemalten und vergoldeten Holzrahmen, im ersten Viertel des 15. Jahrhunderts gefertigt wurde. | In die Wand über der Sakristei-Tür eingelassen, in der Kirche St-Étienne (Lage) | PM77000953    | Classé       | 1906  |      |
| Prozessionsstab der Bruderschaft Madonna mit Kind zwischen zwei Engeln | Holzstab der teilweise vergoldet wurde und mit einer Figurengruppe aus 4 Statuetten Madonna mit Kind zwischen zwei Engeln aus dem 18. Jahrhundert. | Im Chor der Kirche St-Étienne (Lage)                                            | PM77000954    | Classé       | 1938  |      |
| Prozessionsbanner heiliger Stephanus und heiliger Vinzenz              | Banner aus Seide, das an der Balustrade der Empore aufgehängt wurde. Hergestellt im 18. Jahrhundert. | Im Kirchenschiff in der Kirche St-Étienne (Lage)                                | PM77000955    | Classé       | 1938  |      |